# Wilfrid Fox Napier
Wilfrid Fox Napier O.F.M., južnoafriški rimskokatoliški duhovnik, škof in kardinal, * 8. marec 1941, Swartberg.

## Življenjepis
25. julija 1970 je prejel duhovniško posvečenje.
29. novembra 1980 je bil imenovan za škofa Kokstada in 28. februarja 1981 je prejel škofovsko posvečenje.
29. marca 1992 je postal nadškof Durbana.
21. februarja 2001 je bil povzdignjen v kardinala in imenovan za kardinal-duhovnika S. Francesco d'Assisi ad Acilia.